# Terrorisme en 2009
Chronologie du terrorisme
- 2005
- 2006
- 2007
- 2008
- 2009
- 2010
- 2011
- 2012
- 2013

Durant l'année 2009, le nombre de victimes et d'attentats se stabilise. Il y a eu 9 271 personnes tuées dans 4 722 attentats.

## Événements

### Janvier
- 1er janvier, Inde : triple attentat à Guwahati, la capitale de la province d'Assam, qui fait au moins 5 morts et 67 blessés, quelques heures avant la visite du Ministre de l'Intérieur Palaniappan Chidambaram (Parti du Congrès)[2].

### Février
- 2 février, Afghanistan : attentat-suicide dans un centre de formation de la police du sud du pays. Au moins 21 policiers sont tués[3].
- 5 février, Irak : attentat-suicide à Khanaqin, à 170 km au nord de Bagdad, dans la province de Diyala ; entre 12[4] et 15 morts[5].
- 5 février, Pakistan : un attentat-suicide à Dera Ghazi Khan fait au moins 24 morts[6] (33 selon l'AFP[7]).
- 9 février, Sri Lanka : attentat-suicide dans un camp de réfugiés dans le nord de l'île, 28 morts[8].
- 13 février, Algérie : Double attentat à Foum-el-Metlag, près de la frontière tunisienne, 7 morts[9].
- 22 février, Égypte : un engin artisanal posé sous un banc explose dans le quartier du vieux Caire tuant Cécile Vannier une Française de 17 ans et faisant 22 blessés[10].
- 22 février, Somalie : à Mogadiscio, un attentat à la voiture-suicide contre des soldats de la paix de l'Union africaine tue 10 soldats ressortissants du Burundi ; il est revendiqué par les Shebabs[11].

### Mars
- 3 mars, Pakistan : attaque à Lahore de l'équipe de cricket du Sri Lanka, 8 morts (6 policiers et 2 civils)[12].
- 7 mars, Algérie : attentat-suicide devant le siège de la garde communale à Tadmaït, une localité située à 15 km de la ville de Tizi Ouzou. Un garde communal, une femme âgée et le kamikaze sont tués[13].
- 7 mars, Irlande du Nord : une fusillade dans une caserne de l'armée britannique à Massereene (Antrim), revendiquée par l'IRA véritable, tue 2 soldats et blesse 4 autres personnes[14].
- 10 mars, Irak : un attentat à la bombe à Bagdad fait 33 morts et 46 blessés[15].
- 23 mars, Irak : un attentat-suicide à Jalula fait 25 morts et 45 blessés[16].
- 27 mars, Pakistan : un attentat-suicide dans une mosquée située dans une zone tribale du nord-ouest du pays tue 50 personnes[17].
- 30 mars, Pakistan : 12 morts lors de l'attaque d'une école de police à Lahore[18].

### Avril
- 1er avril, Afghanistan : 11 personnes sont tuées dans une attaque suicide contre l'immeuble abritant l'assemblée provinciale au centre de la ville de Kandahar, dans le sud de l'Afghanistan, rapporte le ministère de l'Intérieur[19].
- 4 avril, Pakistan : un kamikaze tue 6 membres des forces de sécurité en se faisant exploser l'intérieur d'une base abritant des membres de forces paramilitaires au cœur d'Islamabad, la capitale pakistanaise, selon les autorités[20].
- 5 avril, Pakistan : un kamikaze se fait exploser dans une mosquée chiite au sud d'Islamabad, la capitale pakistanaise, faisant 22 morts et plusieurs dizaines de blessés, selon les autorités[21].

### Mai
- 20 mai, Algérie : cinq gendarmes algériens meurent dans une embuscade[22].
- 22 mai, Pakistan : une voiture piégée fait sept morts à Peshawar[23].
- 23 mai, Népal : une bombe explose en faisant deux morts et quinze blessés à Katmandou[24].
- 25 mai, Algérie : 8 militaires algériens meurent dans une embuscade[25].
- 26 mai, Afghanistan : une bombe fait six morts, dont trois civils, près de Bagram[26].
- 26 mai, Ouzbékistan : un attentat suicide tue un policier à Andijan[27].
- 27 mai, Pakistan : un attentat suicide à la voiture piégée fait 24 morts à Lahore, revendiqué par les talibans[28],[29].

### Juin
- 9 juin, Pakistan : un attentat suicide contre l'hôtel Pearl Continental à Peshawar fait 17 morts et 52 blessés[30]. (voir l'article Attentat du Pearl Continental de Peshawar du 9 juin 2009 pour plus de détails)
- 21 juin, Irak : attentat-suicide à Taza, région turcomane, près de Kirkouk. 72 morts et plus de 200 blessés. Attentat le plus meurtrier depuis 18 mois[31].

### Juillet
- 17 juillet, Indonésie : 3 attentats (deux contre des hôtels, un contre un péage d'autoroute) font 9 morts et une dizaine de blessés[32].
- 26 juillet, Tchétchénie : un attentat-suicide devant une salle de concert de Grozny tue cinq policiers ainsi que le kamikaze[33].
- 30 juillet, Espagne : un attentat à la voiture piégée commis par l'ETA tue deux policiers sur l'île de Majorque[34]. (voir l'article Attentat de 2009 à Majorque pour plus de détails)

### Août
- 10 août, Irak : un attentat à la bombe près de Mossoul fait 46 morts et plus de 100 blessés[35].

### Octobre
- 9 octobre, Pakistan : un attentat à la bombe à Peshawar fait 41 morts et plus de 100 blessés[36].
- 9 octobre, Afghanistan: Un attentat suicide à la bombe visant l'ambassade d'Inde à Kaboul fait 17 mort et 63 blessés.
- 12 octobre, Pakistan : un attentat suicide à Shangla fait 41 morts et de nombreux blessés[37].
- 18 octobre, Iran : un attentat à Pishin fait 31 morts et 25 blessés[38].
- 25 octobre, Irak : un attentat à la voiture piégée à Bagdad fait 155 morts et plus de 520 blessés[39].
- 28 octobre, Pakistan : un attentat à la voiture piégée à Peshawar fait 117 morts et plus de 200 blessés[40].

### Novembre
- 2 novembre, Pakistan : deux attentats-suicides à Rawalpindi font 35 morts et 60 blessés[41].
- 10 novembre, Pakistan : un attentat à la voiture piégée à Charsadda fait 24 morts et 100 blessés[42].
- 13 novembre, Pakistan : un attentat suicide à Peshawar contre le quartier-générale du Inter-Services Intelligence fait 17 morts et 56 blessés[43].
- 19 novembre, Pakistan : un attentat à la bombe à Peshawar fait 19 morts et 51 blessés[44].

### Décembre
- 3 décembre, Somalie : un attentat suicide a fait au moins 19 morts dont trois ministres à Mogadiscio[45].
- 4 décembre, Pakistan : quatre hommes armés attaquent une mosquée à Rawalpindi faisant 38 morts et 80 blessés[46]. (voir l'article Attentat du 4 décembre 2009 à Rawalpindi pour plus de détails)
- 7 décembre, Pakistan : un attentat à la bombe à Lahore fait 48 morts et 100 blessés[47].
- 8 décembre, Irak : une série d'attentats à la bombe à Bagdad fait 127 morts et 448 blessés[48].
- 15 décembre, Pakistan : un attentat à la bombe à Dera Ghazi Khan fait 33 morts et 50 blessés[49].
- 24 décembre, Irak : un attentat à la bombe à Hilla fait 23 morts[50].
- 28 décembre, Pakistan : un attentat suicide à Karachi fait 43 morts et 60 blessés[51].
- 30 décembre, Afghanistan : attentat-suicide contre une base américaine à Khost, faisant 10 morts et 6 blessés[52]. (voir l'article Attentat-suicide de la base de Chapman du 30 décembre 2009 pour plus de détails)